# 岩尾山
岩尾山（日语：／）或维索卡亚山（俄语：Гора Высокая）是得抚岛的火山，系岩尾火山群一部，属萨哈林州库里尔斯克区，海拔1,426米。